# سکس و مامان مجرد
سکس و مامان مجرد (انگلیسی: Sex and the Single Mom) یک فیلم درام است که در سال ۲۰۰۳ منتشر شد. از بازیگران آن می‌توان به گرانت شو، گیل اوگریدی، دانیل پانابیکر، و کایل اشمید اشاره کرد.